# 草場村 (愛知県)
草場村（くさばむら）は、かつて愛知県海東郡にあった村。
現在の愛西市の一部（草平町・町方町・鷹場町など）に該当する。
村名は、前身の村の名から一文字ずつとった、合成地名である。

## 歴史
- 1876年（明治9年） - 津島町方新田が分立し、津島町方新田と中切村[1]となる。
- 1878年（明治11年） - 津島草平新田と海西郡領内草平新田が合併。草平新田となる。
- 1889年（明治22年）10月1日 - 草平新田、鷹場新田、町方新田が合併し、草場村発足。
- 1906年（明治39年）7月1日 - 諸古村、藤浪村、勝幡村、川淵村と合併し、佐織村が発足。同日草場村は廃止。